# Landplagenbild

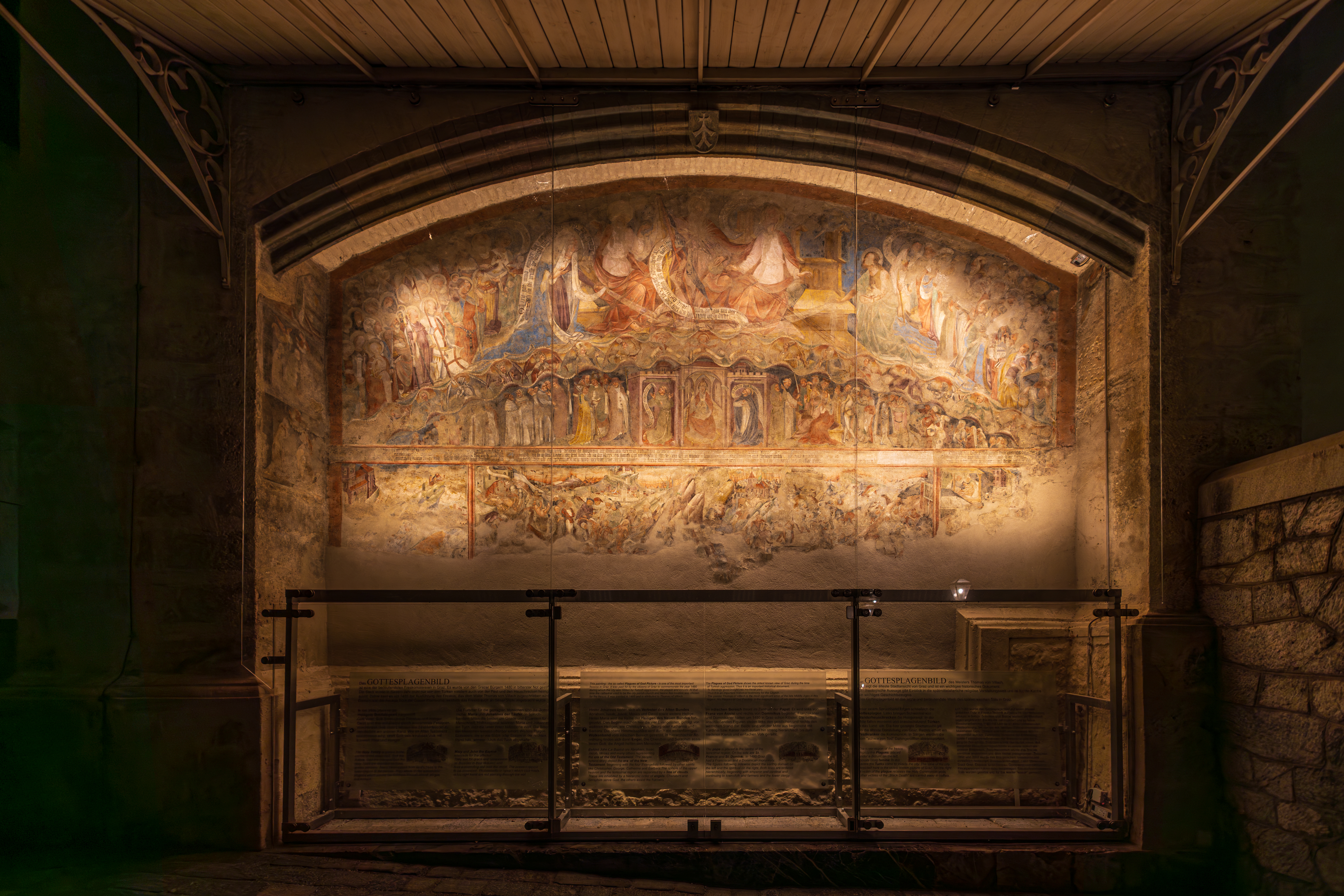
Das Landplagenbild in einer Nachtaufnahme

Das Landplagenbild, auch „Gottesplagenbild“ genannt, befindet sich an der südlichen Außenwand des Grazer Domes. Das im Jahr 1485 entstandene Fresko stammt vermutlich von Thomas von Villach. Es gilt als eines der historisch wie künstlerisch bedeutendsten Fresken der Steiermark.

## Gründe für die Stiftung
Das Landplagenbild ist eines der wenigen am Grazer Dom erhaltenen Fresken. Einer Inschrift zufolge wurde das Fresko im Jahr 1480 von Grazer Bürgern gestiftet, als sich die Stadt in schlimmer Not befand: die Stadt wurde zugleich von den Türken, der Pest und einer Heuschreckenplage heimgesucht. Das Fresko befindet sich in einem ‚Klimakasten‘, um den Zerfall hintan zu halten. Es gibt einige Abzeichnungen, unter anderem von Heinrich Schwach, auf denen die heute nicht mehr leserlichen Inschriften zu erkennen sind.

## Gliederung und Beschreibung
Ganz oben ist die Heilige Dreifaltigkeit als Gottvater, Sohn und heiliger Geist in drei identischen Personen dargestellt. Vom Herz Gottvaters gehen drei gebündelte Strahlen aus, welche in den Bildern am unteren Rand münden. Ein Spruchband erklärt dazu:
Diese Inschrift bezieht sich auf das Alte Testament, in dem Gott die treuelosen Menschen mit den Plagen Schwert, Pest und Hunger bedroht. Ein weiteres Blitzbündel, von der rechten Hand Gottes ausgehend, wird von einem Tuch abgefangen, das Maria und Johannes der Täufer in Händen halten. Daneben befinden sich weitere Spruchbänder, die um Gnade und Erbarmen bitten.
Hinter Johannes dem Täufer sind die Heiligen des alten Bundes, hinter Maria jene des neuen Bundes zu sehen. Darunter wird von einem Wellenband mit Engeln die himmlische Sphäre von der irdischen getrennt. Die Engel sind in der im Mittelalter üblichen Hierarchie dargestellt: zuunterst, den Menschen am nächsten, die einfachen Engel; darüber sind Erzengel zu sehen und weiter oben, Gott umschwebend, Cherubim und Seraphim. In der Mitte des irdischen Bereiches befindet sich der Papst, neben ihm der Heilige Franziskus und der Heilige Dominikus, die Gründer der beiden einzigen zu dieser Zeit in Graz vertretenen Orden, der Franziskaner und der Dominikaner (siehe auch Franziskanerkloster Graz). Seitlich anschließend sind Angehörige des geistlichen und des weltlichen Standes zu sehen, wieder streng nach Hierarchien getrennt. Unter dem Spruchband schließlich sind zur Darstellung der drei Plagen einfallende Türken, Heuschreckenschwärme sowie Pestkranke zu sehen.
Aus begleitenden Spruchbändern wird klar, dass die Grazer Bevölkerung die drei Plagen als Strafe Gottes auffasste, jedoch auf himmlische Fürbitte und Gnade hoffte. Bemerkenswert ist aber auch die streng hierarchische Anordnung sowohl der Himmels- als auch der Erdensphäre. Die irdische Hierarchie entspricht also einer himmlischen und ist daher als gottgewollte Ordnung aufzufassen; das Bild kann also auch politisch gelesen werden.

## Zuschreibung und Hintergrund
Die Zuschreibung des Werkes an Thomas von Villach ist nicht unumstritten. Ein Zeichen auf dem Brustschild des dritten Engels von links stellt möglicherweise ein Meisterzeichen Thomas’ dar. Das Fresko ist auch historisch von Interesse: Im Hintergrund des Bildes zur Heuschreckenplage ist ein Gebäude zu erkennen, das möglicherweise die romanische Basilika des Heiligen Ägidius, also den Vorgängerbau des heutigen (gotischen) Grazer Doms darstellt. Der Hintergrund des Bildes zur Türkenplage wiederum gilt als älteste erhaltene Ansicht der Stadt Graz.

## Konservierung
Zum Schutz vor Umwelteinflüssen befindet sich das Fresko heute hinter einem Glasschutz. Da das Bild Richtung Süden blickt, ist vor allem tagsüber wegen auftretender Spiegelungen sehr schwer etwas zu erkennen; Fotografieren ist beinahe unmöglich.